# Laramie (ligne verte du métro de Chicago)
Pour les articles homonymes, voir Laramie.
Ne doit pas être confondu avec Laramie (ligne bleue du métro de Chicago).
Laramie (anciennement 52nd Avenue) est une station aérienne de la ligne verte du métro de Chicago. Elle se trouve dans le centre de Austin, un quartier de Chicago situé dans l'ouest de la ville.
Elle a ouvert le 29 avril 1894 comme terminus de la Lake Street Elevated. 
L’ancienne station de Laramie apparaît encore aujourd’hui sur de nombreuses cartes postales de Chicago ; Outre son influence gothique victorienne et son style Queen Anne, elle était surtout reconnue pour son inscription Lake Street Elevated écrit en terre cuite sur la façade principale du bâtiment.

## Description
Le 19 avril 1899, le service fut étendu à l'ouest de Austin Avenue entrainant une première reconstruction de la station qui n’offrait à ce moment qu’un seul quai pour les passagers tandis que la nouvelle se composait de deux salles des guichets (une pour chaque quai) positionnées de manière asymétrique à quatre-vingts mètres de distance. 
La conception de la station était assez intéressante aussi, de nombreux éléments étaient similaires ou identiques à des dessins sur des stations de la Northwestern Elevated. Cette ressemblance n'est pas aussi surprenante qu'on pourrait l'imaginer, puisque les deux sociétés étaient tombées sous l'actionnariat de Charles Tyson Yerkes au moment de la reconstruction. La conception globale des grilles, des auvents, balustrades, rampes  sont presque identiques à celles sur les stations de la Northwestern Elevated. 
Aujourd’hui encore on ignore si c’est William Gibb, qui a dessiné la station ou si les ingénieurs de la Lake Street Elevated se sont inspirés de ses travaux à Belmont ou Wellington par exemple. 

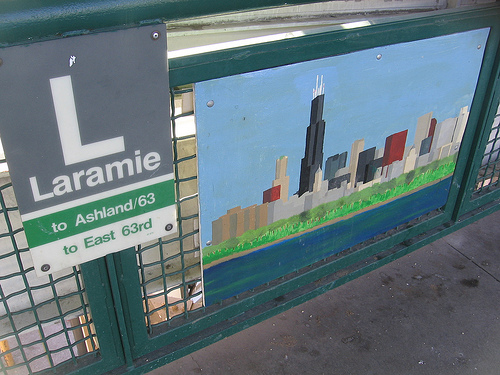
Dessin du panorama de Chicago sur un quai de la station.

Laramie fut peu modifiée jusqu’en 1970 où les salles des guichets d’origine furent démolies et remplacées par des locaux plus fonctionnels à même le quai. 
Le 30 janvier 1987, Laramie fut convertie en une station d’embarquement uniquement en direction du centre-ville de Chicago. Comme les autres stations de la ligne verte, elle fut fermée en 1994 afin de réhabiliter l’ensemble de la ligne. Le nouveau design fut développé par le cabinet d'architectes Skidmore, Owings and Merrill et prévoyait la construction d’une salle des guichets unique sous la plateforme sud tout en y ajoutant deux ascenseurs afin de rendre la station entièrement accessible aux personnes à mobilité réduite. 
Contrairement aux autres stations de la ligne verte Laramie ne fut pas rouverte le 12 mai 1996 mais le 2 février 1997 sous la forme qu’on lui connaît aujourd’hui. 
441 526 passagers y ont transité en 2008.

## Les correspondances avec lebus
Avec les bus de la Chicago Transit Authority :
- #57 Laramie

## Dessertes
| Nord/Ouest               |  |             |  | Sud/Est                                  |
| ------------------------ |  | ----------- |  | ---------------------------------------- |
| Central vers Harlem/Lake |  | ligne verte |  | Cicero vers Ashland/63rd / Cottage Grove |
| modifier sur Wikidata    |  |             |  |                                          |